# Vinstra
Vinstra ist eine Stadt in der norwegischen Kommune Nord-Fron in der Provinz (Fylke) Innlandet. Die Stadt stellt das Verwaltungszentrum von Nord-Fron dar und hat 2674 Einwohner (Stand: 1. Januar 2024). Vinstra liegt an der Mündung der Vinstra in den Lågen.

## Geografie und Einwohner
Vinstra ist ein sogenannter Tettsted, also eine Ansiedlung, die für statistische Zwecke als eine städtische Siedlung gewertet wird. Vinstra erhielt durch einen Beschluss des Kommunalparlaments von Nord-Fron aus dem Jahr 2013 den Status als Stadt.
Vinstra liegt am Ufer des durch das Tal Gudbrandsdalen fließenden Flusses Lågen. Dieser fließt von Nordwesten Richtung Südosten durch die Kommune Nord-Fron. In Vinstra mündet der Fluss Vinstra in den Lågen. Die Vinstra fließt aus dem Westen auf die Stadt zu.

## Geschichte und Kultur
In der Gegend um Vinstra gibt es mehrere Höhlenmalereien aus der Steinzeit. In Vinstra liegt die Sødorp kyrkje, die im Jahr 1752 fertiggestellt wurde. Die Holzkirche hat einen kreuzförmigen Grundriss. Von 1908 bis 1910 wurde die Kirche von ihrem ursprünglichen Standort an ihren heutigen Standort auf der westlichen Uferseite des Lågens umgezogen. Von 1960 bis 1961 fanden größere Restaurationsarbeiten statt.
Peder Olsen Hågå aus Vinstra war Vorlage für die die Hauptfigur in Henrik Ibsens Drama Peer Gynt von 1867.

## Wirtschaft und Infrastruktur

### Verkehr
Entlang des Lågens verlaufen sowohl die Europastraße 6 (E6) als auch die Bahnlinie Dovrebanen. Die E6 verläuft in Vinstra auf der westlichen Uferseite, die Dovrebanen auf der östlichen Seite des Lågens. In die E6 mündet in Vinstra der Fylkesvei 255. Der Fylkesvei führt von der Stadt aus in den Westen. Nördlich von Vinstra verläuft die E6 durch den Teigkamptunnel. Der Bahnhof in Vinstra wurde im Jahr 1896 eröffnet, als die Bahnstrecke zwischen Eidsvoll und Dombås bis nach Otta fertiggestellt wurde. Die Entfernung zum Osloer Hauptbahnhof Oslo S beträgt rund 270 Schienenkilometer.
In Vinstra beginnen der Peer-Gynt-Wanderweg über Gåla nach Lillehammer und der Peer-Gynt-Almweg nach Kvam.

### Wirtschaft
Die Stadt Vinstra ist für den mittleren Abschnitt des Gudbrandsdalen ein Handels- und Dienstleistungszentrum. Von Bedeutung für die Lokalwirtschaft ist auch der Tourismus. Im Bereich der Industrie ist unter anderem eine Beton- und Zementfabrik sowie die Holzindustrie bedeutend.

## Name
Der Name der Stadt leitet sich vom Namen des Flusses Vinstra ab. Der Flussname wiederum hat möglicherweise seinen Ursprung in der Bedeutung „der Linke“ (norwegisch den venstre), da der Fluss auf der linken Seite lag, wenn man talaufwärts entlang des Flusses reiste. Eine andere Möglichkeit ist eine Verwandtschaft mit dem Wort vinda und damit die Bedeutung „der sich windet und biegt“.